# 乔纳森·贝茨
乔纳森·贝茨（英語：Jonathan Bates，1939年11月1日—2008年10月31日），英国音效剪辑师。他因电影甘地传提名奥斯卡最佳音响效果奖。1962年至2007年间，贝茨曾参与超过65部电影的制作，他是作家赫伯特·欧内斯特·贝茨的小儿子。

## 部分影视作品
- 甘地传 (1982)[2]